# Simhopp vid världsmästerskapen i simsport 2024 – Herrarnas 10 meter plattform
Herrarnas 10 meter plattform i simhopp vid världsmästerskapen i simsport 2024 avgjordes mellan den 9 och 10 februari 2024 i Hamad Aquatic Centre i Doha i Qatar.
Kinesiske Yang Hao tog guld, kinesiske Cao Yuan tog silver och ukrainske Oleksij Sereda tog brons.

## Resultat
Kvalet startade den 9 februari klockan 12:32. Semifinalen startade den 10 februari klockan 10:02. Finalen startade den 10 februari klockan 18:32.
Grön bakgrund betyder att simhopparen gick vidare till finalen
Blå bakgrund  betyder att simhopparen tog sig till semifinalen
| Placering | Simhoppare               | Nationalitet   | Kval   | Kval      | Semifinal        | Semifinal        | Final            | Final            |
| Placering | Simhoppare               | Nationalitet   | Poäng  | Placering | Poäng            | Placering        | Poäng            | Placering        |
| --------- | ------------------------ | -------------- | ------ | --------- | ---------------- | ---------------- | ---------------- | ---------------- |
| 1         | Yang Hao                 | Kina           | 497,70 | 2         | 468,15           | 3                | 564,05           | 1                |
| 2         | Cao Yuan                 | Kina           | 503,80 | 1         | 492,75           | 1                | 553,20           | 2                |
| 3         | Oleksij Sereda           | Ukraina        | 446,40 | 5         | 441,70           | 5                | 528,65           | 3                |
| 4         | Randal Willars           | Mexiko         | 449,75 | 4         | 468,55           | 2                | 505,00           | 4                |
| 5         | Rylan Wiens              | Kanada         | 415,95 | 9         | 456,95           | 4                | 489,20           | 5                |
| 6         | Kyle Kothari             | Storbritannien | 398,10 | 11        | 409,00           | 11               | 482,20           | 6                |
| 7         | Noah Williams            | Storbritannien | 451,95 | 3         | 439,70           | 6                | 479,05           | 7                |
| 8         | Brandon Loschiavo        | USA            | 409,00 | 10        | 413,65           | 9                | 453,35           | 8                |
| 9         | Nathan Zsombor-Murray    | Kanada         | 433,55 | 7         | 415,40           | 8                | 452,25           | 9                |
| 10        | Kevin Berlín             | Mexiko         | 435,80 | 6         | 410,60           | 10               | 389,25           | 10               |
| 11        | Robert Łukaszewicz       | Polen          | 372,25 | 15        | 406,80           | 12               | 387,55           | 11               |
| 12        | Igor Myalin              | Uzbekistan     | 377,85 | 14        | 415,80           | 7                | 379,80           | 12               |
| 13        | Sebastián Villa          | Colombia       | 372,15 | 16        | 385,40           | 13               | Gick inte vidare | Gick inte vidare |
| 14        | Im Yong-myong            | Nordkorea      | 416,60 | 8         | 383,45           | 14               | Gick inte vidare | Gick inte vidare |
| 15        | Andreas Sargent Larsen   | Italien        | 365,85 | 18        | 361,15           | 15               | Gick inte vidare | Gick inte vidare |
| 16        | Riccardo Giovannini      | Italien        | 379,75 | 13        | 360,05           | 16               | Gick inte vidare | Gick inte vidare |
| 17        | Anton Knoll              | Österrike      | 368,00 | 17        | 320,95           | 17               | Gick inte vidare | Gick inte vidare |
| 18        | Shin Jung-whi            | Sydkorea       | 379,85 | 12        | 302,55           | 18               | Gick inte vidare | Gick inte vidare |
| 19        | Joshua Hedberg           | USA            | 365,75 | 19        | Gick inte vidare | Gick inte vidare | Gick inte vidare | Gick inte vidare |
| 20        | Emanuel Vázquez          | Puerto Rico    | 359,30 | 20        | Gick inte vidare | Gick inte vidare | Gick inte vidare | Gick inte vidare |
| 21        | Jaxon Bowshire           | Australien     | 357,35 | 21        | Gick inte vidare | Gick inte vidare | Gick inte vidare | Gick inte vidare |
| 22        | Yevhen Naumenko          | Ukraina        | 354,70 | 22        | Gick inte vidare | Gick inte vidare | Gick inte vidare | Gick inte vidare |
| 23        | Jorge Rodríguez          | Spanien        | 353,35 | 23        | Gick inte vidare | Gick inte vidare | Gick inte vidare | Gick inte vidare |
| 24        | Jaden Eikermann          | Tyskland       | 351,60 | 24        | Gick inte vidare | Gick inte vidare | Gick inte vidare | Gick inte vidare |
| 25        | Carlos Camacho           | Spanien        | 350,70 | 25        | Gick inte vidare | Gick inte vidare | Gick inte vidare | Gick inte vidare |
| 26        | Jesus González           | Venezuela      | 347,10 | 26        | Gick inte vidare | Gick inte vidare | Gick inte vidare | Gick inte vidare |
| 27        | Enrique Harold           | Malaysia       | 340,40 | 27        | Gick inte vidare | Gick inte vidare | Gick inte vidare | Gick inte vidare |
| 28        | Isak Børslien            | Norge          | 338,15 | 28        | Gick inte vidare | Gick inte vidare | Gick inte vidare | Gick inte vidare |
| 29        | Nathan Brown             | Nya Zeeland    | 331,10 | 29        | Gick inte vidare | Gick inte vidare | Gick inte vidare | Gick inte vidare |
| 30        | Carlos Ramos             | Kuba           | 329,45 | 30        | Gick inte vidare | Gick inte vidare | Gick inte vidare | Gick inte vidare |
| 31        | Leonardo García          | Colombia       | 318,75 | 31        | Gick inte vidare | Gick inte vidare | Gick inte vidare | Gick inte vidare |
| 32        | Jellson Jabillin         | Malaysia       | 318,10 | 32        | Gick inte vidare | Gick inte vidare | Gick inte vidare | Gick inte vidare |
| 33        | Omar El-Sayed            | Egypten        | 315,10 | 33        | Gick inte vidare | Gick inte vidare | Gick inte vidare | Gick inte vidare |
| 34        | Shen Lee                 | Singapore      | 313,50 | 34        | Gick inte vidare | Gick inte vidare | Gick inte vidare | Gick inte vidare |
| 35        | Athanasios Tsirikos      | Grekland       | 305,30 | 35        | Gick inte vidare | Gick inte vidare | Gick inte vidare | Gick inte vidare |
| 36        | Dariush Lotfi            | Österrike      | 290,15 | 36        | Gick inte vidare | Gick inte vidare | Gick inte vidare | Gick inte vidare |
| 37        | Ko Che-won               | Nordkorea      | 281,20 | 37        | Gick inte vidare | Gick inte vidare | Gick inte vidare | Gick inte vidare |
| 38        | Luis Avila Sanchez       | Tyskland       | 272,20 | 38        | Gick inte vidare | Gick inte vidare | Gick inte vidare | Gick inte vidare |
| 39        | Kai Kaneto               | Japan          | 261,30 | 39        | Gick inte vidare | Gick inte vidare | Gick inte vidare | Gick inte vidare |
| 40        | Constantin Popovici      | Rumänien       | 257,10 | 40        | Gick inte vidare | Gick inte vidare | Gick inte vidare | Gick inte vidare |
| 41        | Ningthoujam Wilson Singh | Indien         | 254,85 | 41        | Gick inte vidare | Gick inte vidare | Gick inte vidare | Gick inte vidare |
| 42        | Luke Sipkes              | Nya Zeeland    | 252,00 | 42        | Gick inte vidare | Gick inte vidare | Gick inte vidare | Gick inte vidare |
| 43        | Walter Rojas             | Venezuela      | 241,90 | 43        | Gick inte vidare | Gick inte vidare | Gick inte vidare | Gick inte vidare |
| 44        | Aleksa Teofilović        | Serbien        | 234,95 | 44        | Gick inte vidare | Gick inte vidare | Gick inte vidare | Gick inte vidare |
| 45        | Ramez Sobhy              | Egypten        | 233,50 | 45        | Gick inte vidare | Gick inte vidare | Gick inte vidare | Gick inte vidare |
|           | Kim Yeong-taek           | Sydkorea       | 0DNS0  | 0DNS0     | 0DNS0            | 0DNS0            | 0DNS0            | 0DNS0            |